# Glanegg
Glanegg (tiếng Slovene: Klanek) là một thị trấn ở huyện Feldkirchen in Carinthia ở nước Áo. Đô thị này có diện tích 25,17 km², dân số năm 2005 là 2012 người.

## Các đô thị giáp ranh
| Sankt Urban |          | Liebenfels |
| Feldkirchen |          |            |
|             | Moosburg | Klagenfurt |

Bản mẫu:Đô thị của Feldkirchen